# Konrad
Konrad ist ein deutscher männlicher Vorname und ein Familienname.

## Herkunft und Bedeutung
Konrad leitet sich über mittelhochdeutsch Kuonrât von althochdeutsch kuoni „kühn, tapfer, mutig“ (mhd. küene, kune) und rât „Rat, Ratgeber“ (auch mhd. rât) ab und bedeutet wörtlich „der kühne Ratgeber“ („kühn an Rat“), sinngemäß „der gute Ratgeber“. Die latinisierte Form ist Conradus, von der auch die Schreibung mit -d herrühren soll. Andere vermuten Einfluss einer unverschobenen niederdeutschen Form wie in Cord.
Im Hoch- und Spätmittelalter war der Name Konrad weit verbreitet und erlebt seit dem 19. und insbesondere im 20. Jahrhundert eine gewisse Renaissance.

## Varianten

### Vorname
- Aktuell gebräuchliche Kurzformen: Koni, Kurt, Kony, Konny, Konni, Conny, Cord, Kone

- friesisch: Keno
- isländisch: Konráð
- italienisch: Corrado
- niederländisch: Koenraad, Kurzform: Koen, Kuber, Kiefer
- polnisch: Konrad
- portugiesisch: Conrado
- rätoromanisch: Curdin
- russisch: Конрад (nicht verwechseln mit Кондрат aus dem Altgriechischen)
- schweizerisch: Conradin
- spanisch: Conrado
- tschechisch: Konrád

### Familienname
- Conrad
- Conrads
- Conrades
- Conrath
- Cordes
- Konrád
- Konrath

- Altertümliche Kurzformen:
  - Cuntz, Contz, Kunz, Kuntz (noch erhalten in Hinz und Kunz mit Hinz für Heinrich)

## Namensträger

### Heilige und Selige
- Konrad von Bayern (um 1105–1154), Sohn von Herzog Heinrich dem Schwarzen, seliggesprochen
- Konrad von Konstanz († 975),  Bischof von Konstanz, heiliggesprochen
- Konrad von Parzham, Kapuzinerpförtner von Altötting, heiliggesprochen
- Konrad von Piacenza († 1351), Eremit, siehe Corrado Confalonieri

### Herrscher
- Siehe Liste der Herrscher namens Konrad

### Vorname (außer Herrscher)
Mittelalter
- Konrad von Altstetten (* 12. oder 13. Jahrhundert), deutscher Dichter
- Konrad von Eberbach († 1221), Abt und Kirchenschriftsteller
- Konrad von Egloffstein († 1416), Deutschmeister des Deutschen Ordens
- Konrad von Eichstätt, (um 1275–1342), deutscher Arzt, Badehausbetreiber und Schriftsteller
- Konrad von Gelnhausen (um 1320–1390), deutscher Theologe
- Konrad von Heimesfurt (13. Jahrhundert), deutscher Dichter
- Konrad von Herzenrode († 1488), livländischer Landmarschall des Deutschen Ordens
- Konrad von Lintorff († 1462), Bischof von Havelberg
- Konrad von Lustnau († 1353),  Abt des Zisterzienserklosters Bebenhausen
- Konrad Münch von Landskron († 1353), Bürgermeister von Basel
- Konrad Münch von Landskron († 1402), Bischof von Basel
- Konrad von Mure (um 1210–1281), Schweizer Chorherr und Schulleiter
- Konrad von Pegau († 1423), Abt der Klöster Pegau und St. Gallen
- Konrad von Querfurt († 1142) (um 1100–1142), Erzbischof von Magdeburg
- Konrad von Querfurt († 1202) (um 1160–1202), Bischof von Hildesheim und Bischof von Würzburg
- Konrad von Röchlitz († vor 1244), herzoglicher Hofbeamter in Schlesien
- Konrad von Sachsen  († 1279), Franziskaner, Theologe und Prediger
- Konrad I. von Salzwedel (um 1130–1186), Bischof von Pommern
- Konrad II. von Salzwedel († 1241), Bischof von Pommern
- Konrad von Soltau (um 1350–1407), katholischer Theologe, Universitätsrektor und Bischof
- Konrad von Stoffel (13. Jahrhundert), deutscher Dichter
- Konrad von Winterstetten († 1242/1243?), deutscher Reichsschenk
- Konrad von Wurmlingen († 1295), Kanoniker des Stifts St. Martin in Sindelfingen
- Konrad von Würzburg († 1287), deutscher Dichter
- Konrad von Zabern († 1476/1481), Musiktheoretiker

Neuzeit
- Konrad Adenauer (1876–1967), deutscher Politiker
- Konrad Bauer, bekannt als Conny Bauer (* 1943), deutscher Posaunist
- Konrad Friedrich Bauer (1903–1970), deutscher Typograf und Lehrer
- Konrad Beikircher (* 1945), deutscher Kabarettist, Musiker und Autor
- Konrad Bösherz (* 1983), deutscher Schauspieler und Synchronsprecher
- Konrad Canis (1938–2024), deutscher Historiker
- Konrad Duden (1829–1911), deutscher Philologe
- Konrad Engel (Mathematiker) (* 1956), deutscher Mathematiker
- Konrad Maria Engel (* 1977), deutscher Pianist und Musikpädagoge
- Konrad Fuchs (Historiker) (1928–2015), deutscher Historiker
- Konrad Fuchs (Ökonom) (* 1938), österreichischer Ökonom und Finanzmanager
- Konrad Gaiser (1929–1988), deutscher Altphilologe und Platon-Forscher
- Konrad Gans zu Putlitz (1855–1924), deutscher Gutsbesitzer und Politiker
- Konrad Georg (1914–1987), deutscher Theater-, Film- und Fernsehschauspieler
- Konrad Grob (1828–1904), Schweizer Lithograf und Maler
- Konrad Heiden (1901–1966), deutsch-amerikanischer Journalist und politischer Schriftsteller
- Konrad Hoffmann (Theologe) (1867–1959), deutscher Theologe
- Konrad Hoffmann (Politiker, 1894) (1894–1977), sowjetischer Politiker russlanddeutscher Herkunft
- Konrad Hoffmann (Politiker, 1904) (1904–1989), deutscher Politiker (SPD)
- Konrad Hoffmann (Kunsthistoriker) (1938–2007), deutscher Kunsthistoriker
- Konrad Königsberger (1936–2005), deutscher Mathematiker und Hochschullehrer
- Konrad Körner (1939–2022) deutscher Sprachwissenschaftler und Hochschullehrer
- Konrad Kujau (1938–2000), deutscher Fälscher der Hitler-Tagebücher
- Konrad Lang (1898–1985), deutscher Biochemiker, Mediziner und Hochschullehrer
- Konrad von Lange (1855–1921), deutscher Kunsthistoriker, Hochschullehrer und -rektor
- Konrad Paul Liessmann (* 1953), österreichischer Professor für Philosophie, Essayist und Kulturpublizist
- Konrad Lorenz (1903–1989), österreichischer Verhaltensforscher
- Konrad Lübeck (1873–1952), deutscher römisch-katholischer Priester, Historiker und Autor
- Konrad Mohr (1921–2010), deutscher Pädagoge, Hochschullehrer und Politiker (CDU), Staatssekretär
- Konrad Püschel (1907–1997), deutscher Architekt, Städtebauer und Hochschullehrer
- Konrad Reif (Politiker) (1887–1963), österreichischer Politiker (SDAP), Niederösterreichischer Landtagsabgeordneter
- Konrad Reif (Ingenieurwissenschaftler) (* 1967), deutscher Ingenieurwissenschaftler, Hochschullehrer und Autor
- Konrad Richter (Geologe) (1903–1979), deutscher Geologe
- Konrad Richter (Musiker) (1935–2024), deutscher Pianist, Arrangeur, Herausgeber und Hochschullehrer
- Konrad Rühl (1885–1964), deutscher Architekt, Baubeamter und Stadtplaner
- Konrad Ruhland (1932–2010), deutscher Musikhistoriker, Dirigent und Editor
- Konrad Sabrautzky (* 1948), deutscher Regisseur und Drehbuchautor
- Konrad Schäfer (Mediziner) (1911–nach 1951), deutscher Mediziner
- Konrad Schaefer (Maler) (1915–1991), deutscher Maler und Grafiker
- Konrad Schauenstein (1944–2007), österreichischer Mediziner, Hochschullehrer und Musiker
- Konrad Toenz (1939–2015), Schweizer Radiojournalist beim Schweizer Radio DRS
- Konrad Wachsmann (1901–1980), deutscher Architekt jüdischer Abstammung
- Konrad Weise (* 1951), deutscher Fußballspieler
- Konrad Wittmann (Architekt) (1891–1951), deutscher Architekt, Künstler und Hochschullehrer
- Konrad Wittmann (Politiker) (1905–1981), deutscher Politiker (WAV, DP, CSU)
- Konrad Wolf (1925–1982), deutscher Filmregisseur
- Konrad Zuse (1910–1995), deutscher Erfinder und Computerpionier

### Familienname

#### A
- Adolf Konrad (1880–1968), deutscher Politiker (BVP, CSU), MdL Bayern
- Aglaia Konrad (* 1960), österreichisch-belgische Fotografin
- Albrecht Konrad (* 1949), deutscher Szenenbildner
- Alexander Eduardowitsch Konrad (1890–1940), russisch-sowjetischer Seemann und Polarforscher
- Andy Konrad (* 1981), liechtensteinischer Schauspieler, Kabarettist und Theaterproduzent
- Anke Konrad (* 1966), deutsche Diplomatin
- Antoine Konrad, bürgerlicher Name von DJ Antoine (* 1975), Schweizer DJ und Produzent
- Anton Konrad (Richter) (1883–1955), deutscher Richter und Staatssekretär
- Anton Konrad (Wirtschaftswissenschaftler) (* 1932), deutscher Wirtschaftswissenschaftler und Hochschullehrer
- Anton H. Konrad (1937–2022), deutscher Verleger

#### B
- Barbara Konrad (* 1969), österreichische Geigerin
- Bernd Konrad (* 1948), deutscher Musiker und Komponist
- Bernhard Konrad (* 1964), österreichischer Fotograf
- Berta Konrad (1913–1992), deutsche Sozialpädagogin und Politikerin (CDU), MdL Baden-Württemberg
- Boris Konrad (* 1984), deutscher Gedächtnistrainer
- Bruno Konrad (1930–2007), deutscher Maler und Grafiker

#### C
- Carina Konrad (* 1982), deutsche Politikerin (FDP)
- Cathy Konrad (* 1963), US-amerikanische Filmproduzentin
- Cezary Konrad (* 1967), polnischer Jazzmusiker
- Christian Konrad (* 1943), österreichischer Bankmanager
- Christine Osterloh-Konrad (* 1976), deutsche Juristin, Anwältin und Hochschullehrerin
- Christof Konrad, deutsch-russischer Architekt
- Christoph Konrad (* 1957), deutscher Politiker (CDU)
- Claudia Konrad (* 1965), deutsche Schriftstellerin
- Cole Konrad (* 1984), US-amerikanischer Ringer und Kampfsportler

#### E
- Elmar Konrad (* 1967), deutscher Wirtschaftswissenschaftler und Hochschullehrer
- Emil Konrad (1868–nach 1929), mährisch-österreichischer Journalist
- Erich Konrad (Chemiker) (1894–1975), deutscher Chemiker
- Erich Konrad (Politiker) (1910–1987), deutscher Politiker (FDP, CDU), MdL Niedersachsen
- Ernst Konrad, Pseudonym von Ernst Konrad Rieder (1907–2001), Schweizer Buchhändler, Verleger, Schriftsteller und Übersetzer
- Eva Konrad (* 1979), österreichische Politikerin (Grüne)

#### F
- Ferenc Konrád (1945–2015), ungarischer Wasserballspieler
- Frank Konrad (* 1967), liechtensteinischer Politiker
- Franz Konrad (Politiker) (1891–1957), deutscher Politiker, Oberbürgermeister von Schwäbisch Gmünd
- Franz Konrad (SS-Mitglied) (1906–1952), österreichischer SS-Hauptsturmführer
- Franz Konrad (Priester) (1934–2005), deutscher Ordensgeistlicher, Theologe und Künstler
- Franz Konrad (Rennfahrer) (* 1951), österreichischer Autorennfahrer
- Franz Josef Konrad (1897–1962), deutscher Politiker (CSU)
- Franz-Michael Konrad (* 1954), deutscher Erziehungswissenschaftler und Hochschullehrer
- Fred Konrad (* 1961), deutscher Arzt und Politiker (Bündnis 90/Die Grünen)
- Friedrich Konrad (* 1921), deutscher Lehrer und Autor
- Friedrich Konrad (Gewichtheber) (* 1967), österreichischer Gewichtheber
- Fritz Konrad (1914–1943), deutscher SS-Scharführer

#### G
- Gaby Konrad, österreichische Fernsehmoderatorin
- Grace Konrad (* 1999), kanadische Leichtathletin
- Günter Konrad (1929–2020), deutscher Heimatforscher, Autor und Herausgeber
- György Konrád (1933–2019), ungarischer Schriftsteller

#### H
- Hans Konrad (Volkssänger) (Johann Baptist Konrad; 1876–nach 1908), deutscher Volkssänger und Humorist
- Hans Konrad (Architekt) (1924–2022), deutscher Architekt
- Heinrich Konrad (1875–1946), böhmisch-österreichischer Wirtschaftswissenschaftler, Jurist und Philosoph
- Heinz-Karl Konrad (1920–2014), deutscher Schauspieler
- Helga Konrad (1948–2024), österreichische Philologin
- Helmut Konrad (Politiker, 1926) (1926–2009), deutscher Politiker (FDP), MdL Rheinland-Pfalz
- Helmut Konrad (* 1948), österreichischer Historiker
- Helmut Konrad (Politiker, 1954) (* 1954), liechtensteinischer Politiker (FBP)
- Herta Konrad (1928–2005), österreichische Schauspielerin
- Horst Konrad (* 1942), deutscher Jurist und Richter

#### J
- János Konrád (Wasserballspieler) (1941–2014), ungarischer Wasserballspieler
- János Konrád (Fußballspieler) (* 1946), ungarischer Fußballspieler
- Jenő Konrád (1894–1978), ungarischer Fußballspieler
- Joachim Konrad (Theologe) (1903–1979), deutscher Theologe
- Joachim Konrad (Schauspieler) (* 1924), deutscher Schauspieler
- Joachim Konrad (Politiker) (* 1978), deutscher Politiker (CSU)
- Johann Baptist Konrad (1876–nach 1908), deutscher Volkssänger und Humorist, siehe Hans Konrad (Volkssänger)
- Johann-Friedrich Konrad (1932–2015), deutscher Theologe und Hochschullehrer
- Jörg Konrad (* 1977), österreichischer Politiker (NEOS)
- Josef Konrad (1897–1962), deutscher Politiker (CSU), siehe Franz Josef Konrad
- Josef Konrad (Mediziner) (1900–1979), österreichischer Dermatologe und Hochschullehrer
- Jürgen Konrad (Rennfahrer) (* 1947), deutscher  Automobilrennfahrer
- Jürgen Konrad (Jurist) (* 1955), deutscher Jurist

#### K
- Kai A. Konrad (* 1961), deutscher Wirtschaftswissenschaftler
- Kálmán Konrád (1896–1980), ungarischer Fußballspieler
- Karel Konrád (1899–1971), tschechischer Schriftsteller und Journalist
- Karl Konrad (Musiker) (1874–1909), österreichischer Musiker und Komponist
- Karl Konrad (1881–1958), deutscher Dramatiker
- Klaus Konrad (Politiker, 1914) (1914–2006), deutscher Politiker (SPD)
- Klaus Konrad (Fußballspieler) (* 1950), deutscher Fußballspieler
- Klaus Konrad (Politiker, 1965) (* 1965), österreichischer Politiker (SPÖ)
- Kristina Konrad (* 1953), Schweizer Filmschaffende
- Kristof Konrad (* 1962), polnisch-US-amerikanischer Schauspieler und Synchronsprecher

#### M
- Manuel Konrad (* 1988), deutscher Fußballspieler
- Marcel Konrad (* 1954), Schweizer Schriftsteller
- Marco Konrad (* 1974), deutscher Fußballspieler
- Mario Konrad (* 1983), österreichischer Fußballspieler
- Matthias Konrad (* 1943), österreichischer Politiker (SPÖ)
- Michaela Konrad (Archäologin) (* 1962), deutsche Provinzialrömische Archäologin
- Michaela Konrad (Künstlerin) (* 1972), österreichische Künstlerin

#### N
- Natalija Konrad (* 1976), ukrainische Fechterin
- Niklaus Konrad († 1520), Solothurner Schultheiss
- Nikolai Konrad (1891–1970), sowjetischer Orientalist (Japanologe und Sinologe)
- Norbert Konrad (* 1958), deutscher Psychiater

#### O
- Otto Konrad (Politiker) (1896–1973), deutscher Landwirt und Politiker (FDP)
- Otto Konrad (Maler) (1924–1970), deutscher Maler und Grafiker
- Otto Konrad (* 1964), österreichischer Fußballtorhüter, Trainer und Politiker

#### P
- Pablo Konrad y Ruopp (* 1991), deutscher Schauspieler
- Patrick Konrad (* 1991), österreichischer Radrennfahrer
- Paul Konrad (1877–1948), Schweizer Pilzkundler
- Peter Konrad (* 1963), österreichischer Unternehmensgründer

#### R
- Rob Konrad, US-amerikanischer American-Football-Spieler
- Robert E. Konrad (1926–1951), deutscher Schriftsteller und Maler
- Rolf Konrad (1924–1990), deutscher Politiker (SPD), MdA Berlin
- Rudolf Konrad (General) (1891–1964), deutscher General
- Rudolf Konrad (Musiker) (1922–2009), deutscher Musiker, Komponist und Hochschullehrer

#### S
- Sándor Konrád (* 1940), ungarischer Wasserballspieler
- Sandra Konrad (* 1975), deutsche Psychologin und Autorin
- Sarah Konrad (* 1967), US-amerikanische Skilangläuferin
- Susanne Konrad (* 1965), deutsche Schriftstellerin und Literaturwissenschaftlerin

#### T
- Theodor Konrad (1874–?), deutscher Sänger (Tenor)
- Thomas Konrad (* 1989), deutscher Fußballspieler

#### U
- Ulrich Konrad (* 1957), deutscher Musikwissenschaftler

#### V
- Verena Konrad (* 1979), österreichische Kuratorin, Kulturmanagerin und Architekturexpertin

#### W
- Walter Konrad (Leichtathlet) (* 1928), deutscher Leichtathlet
- Walter Konrad (Medienmanager) (1935–2019), deutscher Jurist und Medienmanager
- Willi Konrad (Komponist) (1925–2003), österreichischer Komponist
- Willi Konrad (Fußballfunktionär) (1940?–2005), deutscher Fußballfunktionär
- Wolfgang Konrad (Musiker) (* 1941), deutscher Musiker und Erfinder
- Wolfgang Konrad (Leichtathlet) (* 1958), österreichischer Leichtathlet